# Lövvedblomfluga
Lövvedblomfluga (Xylota segnis) är en blomfluga som tillhör släktet vedblomflugor. Den är vanlig i nästan hela Sverige.

## Kännetecken
Lövvedblomfluga är en medelstor långsmal blomfluga som blir mellan 10 och 14 millimeter lång. Kroppen har en svart grundfärg men  tergit 2 och 3 är gula eller rödgula förutom bakkanten på tergit 3 som är svart. Tergit 2 har en svart mittstrimma som smalnar av bakåt. Fram och mellanbenen är övervägande gula men med en mörk ring på skenbenen. Bakbenen är mörka men övre delen av skenbenen är gula. Hanens baklår är ganska kraftiga och har ett utskott vid lårets bas. Både hanen och honan har taggar på baklårens undersida vilket skiljer lövvedblomflugan från den snarlika lundvedblomflugan. Även den röda vedblomflugan är snarlik men den har dock helt gula fram och mellan skenben.

## Utbredning
Lövvedblomfluga är den vanligaste vedblomflugan i Norden och saknas bara ovanför trädgränsen. Den finns i hela övriga Europa och Nordafrika och vidare österut till Jakutien och söderut ner till Kina, Kazakstan och Kaukasus. Den finns även i sydöstra Kanada och nordöstra USA.

## Levnadssätt
Lövvedblomfluga finns i alla miljöer där det finns träd. Man ser den ofta i solsken på stubbar, lågor och buskar, och den besöker olika slags blommor till exempel kirskål, strätta, åkertistel, hagtorn och björnloka. Den äter även honungsdagg från bladlöss. Den har även setts hämta pollen från ansiktet på andra blomflugor. Flygtiden varar i Sverige från mitten av maj till september. Larven lever under barken i död ved eller i savutsöndringar eller röthål på levande träd eller i savfyllda gångar av snytbagge. Den kan också leva i blöta sågspånshögar eller i ruttnande organiskat material, till exempel ruttnande potatis.

## Etymologi
Segnis betyder slö på latin. Det syftar förmodligen på att den oftast ses vilande på ett solbelyst blad eller liknande och inte så ofta flygande.